# Dead Mount Death Play
Dead Mount Death Play (デッドマウント・デスプレイ Deddomaunto Desupurei?) es un manga japonés escrito por Ryohgo Narita e ilustrado por Shinta Fujimoto. Se empezó a publicar en la revista Young Gangan de Square Enix en octubre de 2017. Una adaptación de la serie al anime de Geek Toys se estrenó el 11 de abril de 2023.

## Argumento
Dios cadáver, un nigromante de gran poder en su mundo, lucha contra un  héroe humano, pero resulta derrotado. Antes de desaparecer lanza un hechizo especial que traslada su alma a nuestro mundo. Esta ocupa el cuerpo de Polka Shinomiya, un adolescente japonés que acaba de ser asesinado.

## Personajes
Polka Shinoyama (四乃山 ポルカ Shinoyama Poruka?)
 Seiyū: Yuki Sakakihara
Polka Shinoyama es el segundo hijo de Rozan Shinoyama y uno de los dos herederos de Shinoyama Financial Group. Posee el Ojo Elemental. Fugado de su casa, poco después es asesinado por la asesina a sueldo Misaki Sakimiya. El Dios Cadáver conocido como Rizdilusia Redrazalf se reencarna en el cuerpo recién asesinado de Polka, anclando el espíritu de Polka y pronto transfiere el espíritu de Polka a uno de los drones de Takumi Kuruya. Más tarde, vuelve a transferir el espíritu de Polka a un tiburón  de peluche.
Misaki Sakimiya (崎宮 ミサキ Sakimiya Misaki?)
 Seiyū: Inori Minase
Una asesina de 17 años con una personalidad excéntrica que vio morir a su familia cuando era una niña. Después de vivir en un orfanato, se convirtió en asesina a sueldo para vengarse del asesino y de aquellos como él, encontrando alegría en su trabajo brutal. Después de completar el ataque a Polka, planeó suicidarse, ya que sintió que era el único tipo de muerte que aún no había experimentado. Sin embargo, cuando el Dios Cadáver la mata a través del cuerpo de Polka y luego la revive como un zombi. Sin reproches hacia "Polka", se le asigna su protección. Su cuerpo, ahora zombificado se recupera de cualquier   herida y su saliva y mordedura provoca una parálisis temporal.
Takumi Kuruya (繰屋 匠 Kuruya Takumi?)
 Seiyū: Yūma Uchida
Un contratista de tecnología que trabaja para Clarissa y luego es asignado para vigilar a Polka revivida. Con su equipo de servidores, visor y drones, tiene una red de vigilancia que cubre una gran parte de Shinjuku.
Tsubaki Iwanome (岩野目 ツバキ Iwanome Tsubaki?)
 Seiyū: Takuya Eguchi
Gōzaburō Arase (荒瀬 耿三郎 Arase Gōzaburō?)
 Seiyū: Nobuhiko Okamoto
Lisa Kuraki (倉木 リサ Kuraki Risa?)
 Seiyū: Atsumi Tanezaki
Lisa Kuraki, también conocida como Clarissa (クラリッ), es oficialmente dueña de un local de copas. En las sombras es mediadora, la responsable de "agencia" independiente para trabajos legales e ilegales que opera en Shinjuku. Tiene numerosas amantes mujeres.
Koyū Azuma (雷 小幽 Azuma Koyū?)
 Seiyū: Misato Fukuen
Conocido como Xiaoyu Lei (雷小幽Lei Xiaoyu), provenía de una familia de asesinos conocida como Heilei hasta que fue adoptado por Rozan Shinoyama tras fracasar en una misión en la que perdió sus 4 extremidades, las cuales fueron reemplazadas por prótesis. A pesar de tener una apariencia de un niño, tiene 19 años. Luego del incendio de la mansión Shinoyama, Rozan ordena a Xiaoyu acompañar a Saya Shinoyama a Shinjuku y protegerla tanto a ella como al falso Polka. Sin embargo, a pesar de ello, Xiaoyu pretende matar tanto al falso Polka como al Polka original, ya que el primero lo ve como una amenaza para la familia Shinoyama y al segundo porque siempre sintió celos hacia él por ser objeto del afecto paternal de Rozan.
Rozan Shinoyama (四乃山 呂算 Shinoyama Rozan?)
 Seiyū: Kazuhiro Yamaji
Saya Shinoyama (四乃山 小夜 Shinoyama Saya?)
 Seiyū: Yō Taichi
Izuna Ajishiro (阿字城 イズナ Ajishiro Izuna?)
 Seiyū: Rumi Okubo
Una de las subordinadas y amante de Lisa que trabaja como camarera en Youtoukorou. Usa una katana como arma.
Furuto Ichinose (一ノ瀬 古瑠斗 Ichinose Furuto?)
 Seiyū: Ikumi Hasegawa
Una de las subordinadas y amante de Lisa que trabaja como camarera en Youtoukorou. Maneja armas de fuego.
Saki Aikawa (合川 咲姫 Aikawa Saki?)
 Seiyū: Haruka Shiraishi
Es una forense especialista en "alborotadores" que maneja casos de alborotadores en múltiples jurisdicciones de Tokio.
Majiri Agakura (阿牙倉 マジリ Agakura Majiri?)
 Seiyū: Chinatsu Akasaki
Conocida anteriormente como "Restauradora de la Divinidad" Riddhe Malacougar (神祖返り」リディ・マラクーガー "Shinsogaeri" Ridi Marakūgā), es una vampiro que superó a todos los demás vampiros en el Otro Mundo y alcanzó una reputación legendaria como artista marcial. Ella es la hermana mayor del clan Agakura de Japón en la Tierra, una peligrosa familia de mercenarios y asesinos a sueldo.

## Contenido de la obra

### Manga
Escrita por Ryohgo Narita e ilustrada por Shinta Fujimoto, la serie comenzó a serializarse en la revista Young Gangan de Square Enix el 20 de octubre de 2017. Hasta la fecha sus capítulos se han recopilado en catorce tankōbon.
La app Manga UP! de Kadokawa distribuye el manga en inglés.
Yen Press edita la serie físicamente en inglés y también publica capítulos simultáneamente con su publicación en Japón. Distrito Manga obtuvo la licencia del manga en España.
Una adaptación a manga de la novela derivada Dead Mount Death Play: Gaiden: Kaijin Solitaire no Shinsen Nisejutsu (デッドマウント・デスプレイ外伝 怪人ソリティアの神仙偽術 Deddomaunto Desupurei Gaiden: Kaijin Soritia no Shinsen Kijutsu?) compuesta por Ume Matsutake e ilustrada por Yata Sugami comenzó a serializarse en Manga Up! el 25 de noviembre de 2023. Hasta la fecha sus capítulos se han recopilado en tres tankōbon.

#### Dead Mount Death Play
| Volúmenes de manga publicados | Volúmenes de manga publicados | Volúmenes de manga publicados                      | Volúmenes de manga publicados | Volúmenes de manga publicados |
| Número                        | Fecha de lanzamiento          | ISBN                                               | Fecha de lanzamiento          | ISBN                          |
| ----------------------------- | ----------------------------- | -------------------------------------------------- | ----------------------------- | ----------------------------- |
| 1                             | 25 de abril de 2018           | ISBN 978-4-75-755700-0                             | 9 de mayo de 2024             | ISBN 9788419290953            |
| 2                             | 24 de noviembre de 2018       | ISBN 978-4-75-755922-6                             | 5 de septiembre de 2024       | ISBN 9788419686824            |
| 3                             | 25 de abril de 2019           | ISBN 978-4-75-756103-8                             | 5 de diciembre de 2024        | ISBN 9788419686831            |
| 4                             | 25 de noviembre de 2019       | ISBN 978-4-75-756401-5                             | 6 de febrero de 2025          | ISBN 9788419686930            |
| 5                             | 25 de abril de 2020           | ISBN 978-4-75-756623-1                             | 14 de mayo de 2025            | ISBN 9788419819703            |
| 6                             | 25 de noviembre de 2020       | ISBN 978-4-75-756960-7                             | —                             | —                             |
| 7                             | 24 de abril de 2021           | ISBN 978-4-75-757214-0                             | —                             | —                             |
| 8                             | 25 de noviembre de 2021       | ISBN 978-4-75-757595-0                             | —                             | —                             |
| 9                             | 25 de abril de 2022           | ISBN 978-4-75-757891-3                             | —                             | —                             |
| 10                            | 25 de noviembre de 2022       | ISBN 978-4-75-758269-9                             | —                             | —                             |
| 11                            | 25 de abril de 2023           | ISBN 978-4-7575-8496-9                             | —                             | —                             |
| 12                            | 25 de noviembre de 2023       | ISBN 978-4-75-758880-6 ISBN 978-4-75-758881-3 (ES) | —                             | —                             |
| 13                            | 25 de abril de 2024           | ISBN 978-4-75-759158-5                             | —                             | —                             |
| 14                            | 25 de noviembre de 2024       | ISBN 978-4-75-759530-9                             | —                             | —                             |
| 15                            | 24 de abril de 2025           | ISBN 978-4-75-759819-5                             | —                             | —                             |

#### Gaiden: Kaijin Solitaire no Shinsen Nisejutsu
| Volúmenes de manga publicados | Volúmenes de manga publicados | Volúmenes de manga publicados |
| Número                        | Fecha de lanzamiento          | ISBN                          |
| ----------------------------- | ----------------------------- | ----------------------------- |
| 1                             | 25 de abril de 2024           | ISBN 978-4-75-759159-2        |
| 2                             | 25 de noviembre de 2024       | ISBN 978-4-75-759531-6        |
| 3                             | 24 de abril de 2025           | ISBN 978-4-75-759820-1        |

### Anime
El 15 de noviembre de 2022, se anunció una adaptación de la serie al anime. Está producida por Geek Toys y dirigida por Manabu Ono, con dirección asistente de Takaharu Ōkuma, subdirección de Yoshiki Kitai, guiones escritos por Manabu Ono, Yukie Sugawara y Yoriko Tomita, diseños de personajes a cargo de Hisashi Abe y música compuesta por F.M.F., un grupo compuesto por Yūki Nara, Eba y Kana Utatane. La serie se emitirá durante dos cursos divididos. El primer curso se estrenó el 11 de abril de 2023 en Tokyo MX y otros canales. El segundo curso se estrenó el 10 de octubre de 2023, con Yoshihiro Satsuma reemplazando a Ono como director. El tema de apertura de la primera parte es «Nero» (ネロ?), interpretado por Sou, mientras que el tema de cierre de la primera parte es «Aolite» (アイオライト Aioraito?), interpretado por Inori Minase. El tema de apertura de la segunda parte es «Scrap Art» (スクラップアート?), interpretado por Inori Minase, mientras que el tema de cierre de la segunda parte es «Hope», interpretado por Yūma Uchida. Crunchyroll obtuvo la licencia fuera de Asia. Medialink obtuvo la licencia de la serie en Asia-Pacífico (excepto Australia y Nueva Zelanda) y se transmite en el canal de YouTube de Ani-One Asia.

## Recepción
Rebecca Silverman, Amy McNulty y Teresa Navarro de Anime News Network elogiaron el arte, la trama y los personajes, aunque criticaron el fan service. Richard Gutierrez de The Fandom Post elogió la premisa y el arte, aunque sintió que la trama era demasiado complicada y confusa.
En el Next Manga Award de 2020, la serie ocupó el puesto 20 en la categoría de manga impreso.